# سربازان بورلی هیلز
سربازان بورلی هیلز یا دسته بورلی هیلز (به انگلیسی: Troop Beverly Hills) فیلمی محصول سال ۱۹۸۹ و به کارگردانی جف کنیو است. در این فیلم بازیگرانی همچون شلی لانگ، کریگ تی. نلسن، بتی توماس، مری گراس، استفانی بیچام، جنی لویس، کارلا گوجینو، کلی مارتن، اودری لیندلی، اد برنز، شلی موریسون، توری اسپلینگ، ویلی گارسون، مری پت گلیسون، کریم عبدالجبار، فرانکی آوالون، آنت فونیچلو، چیچ مارین، تد مک‌گینلی، پیا زادورا و هیلاری شپرد ایفای نقش کرده‌اند.